# Me caigo de risa
Me caigo de risa (México) es un programa de televisión de entretenimiento basado en el formato "Anything Goes" creado por la compañía de televisión francesa Satisfaction Group. Fue emitido por primera vez el 4 de marzo de 2014.

## La Familia Disfuncional
Dentro del formato del programa, la Familia Disfuncional es un grupo de celebridades (entre actores, cantantes, comediantes, presentadores, modelos y blogueros) que fungen como protagonistas en compañía del o los invitados especiales. Por lo general, pocos de ellos son reemplazados por otros personajes de manera temporal.
Entre los que formaron parte de la Familia Disfuncional, se destacan:
- Michelle Rodríguez
- Ricardo Fastlicht
- Ricardo Margaleff
- Mariazel
- Mariana Echeverría
- Alejandra Rivera "La Jarocha"
- Tamara Vargas
- Armando Hernández
- Yurem Rojas
- Regina Blandón
- Jessica Segura
- Gabriela Platas
- Violeta Isfel
- Estefanía Ahumada
- Alfonso "Poncho" Borbolla
- Isaac Salame
- Fátima Torre
- José Luis Rodríguez "El Guana"
- Zoraida Gómez
- Mauricio Garza
- José Manuel Lechuga
- Diego de Erice
- Eddy Vilard
- Claudio Herrera
- Ari Albarrán
- Jerry Velázquez
- Roxana Castellanos
- Mauricio Nieto

## Juegos
- ABC de la Historia: A partir de una premisa básica, los participantes deberán ir diciendo cada uno una frase, siguiendo el orden del abecedario, con incoherencia.

- Alfabody: Todos los participantes se lanzan al escenario de manera repentina para formar con su cuerpo la palabra secreta dada al presentador. Los espectadores lo verán con una cámara cenital

- Ahi va el agua: Todos los integrantes de la familia disfuncional deben rodear una mesa circular, girar alrededor de ella mientras obedecen las instrucciones del conductor y mientras la música suena. Cuando ésta se detiene, deben tomar un vaso lleno de agua. Quien se quede sin vaso deberá irse al rincón de fusilamiento para recibir un refrescante chapuzón de agua. Se juegan varias rondas hasta que solo quede un ganador.

- ¡Basta!: Dos participantes tendrán una hoja cada uno para llenar una lista de categorías y decir "¡Basta!" cuando termine (o se acabe el tiempo). Después, el Señor Justicia, con mano firme, juzgará a cada uno de los participantes con base a lo que escribió.

- Caricaturas eléctricas: Pueden participar 3 o 6 jugadores, los cuales, al ritmo de las palmas deberán de decir una palabra relacionada con la categoría elegida. La pareja o persona que se equivoque recibe toques.

- Con Pincitas: El invitado tendrá que adivinar una palabra; para esto, cada participante toma una hoja para poner una pista relacionada con la palabra que tiene que adivinar. Si repiten pista, cada participante es castigado colocando una pinza en las partes de la cara. Si el invitado se equivoca, recibe pinza, pero si acierta, el que recibe pinza es el propio Faisy.

- Dame tres: Juegan todos los participantes, formados en dos filas. Deberán de responder en tres ocasiones a la pregunta del presentador y al final presionar el botón (no vale si no se presiona el botón).

- El Taxi: Un participante es asignado a conducir el taxi, tratando de adivinar los personajes famosos que se suben al taxi, que serán interpretados por algunos participantes. El taxista no podrá mirar hacia atrás, donde estará sentado uno de los participantes.

- Escenario inclinado: Es el juego estrella del show. Los participantes tienen que escenificar un sketch en un decorado construido con un desnivel. El objetivo de los participantes es actuar con normalidad, como si el set estuviese nivelado, pero la inclinación provoca que sea muy difícil conseguirlo. El presentador les va indicando lo que deben representar, improvisando como si fueran sus marionetas.
- ¿Es pregunta?: Todos los participantes desarrollan diálogos relacionados con la situación indicada por Faisy pero sólo pueden hablar usando preguntas. De no usar una pregunta, o repetir una que se haya dicho anteriormente, el o la participante será retirado del juego, hasta que al final solo quede uno, quien será declarado ganador.

- Gánale a Faisy: Juegan tres participantes tratando de imitar los pasos del presentador del show.[2]

- Hazme reir: Todos los participantes se cuentan chistes frente a frente. Si algún participante logra hacer reír a su contrincante se irá a la fila para darle la oportunidad a otro jugador para contar chistes.

- Palabras prohibidas: Juegan dos participantes. Uno de ellos debe conseguir que el otro adivine una palabra escrita en la pantalla, que el otro no podrá ver. Para poder interpretarla, podrá decir cualquier palabra menos la de la pantalla.

- Las noticias: Dos participantes deberán de dar las noticias con el guion en pantalla, pero hay algunos espacios en blanco. Los participantes llenarán los espacios con palabras chistosas para complementar la noticia.

- Ni sí, ni no: Los participantes deberán de crear una historia graciosa (a manera de chisme) pero no deben decir ni "sí" ni "no".

- Paso a pasito: El primer participante deberá hacer un paso de baile. El siguiente deberá copiarlo y agregar uno más, así sucesivamente hasta crear una coreografía divertida. El que se equivoque en el paso dejará su lugar hasta tener un ganador.

- Mmm, ¡Qué rico!: 4 integrantes de la familia disfuncional deben colocarse frente a una barra donde probaran un platillo. Sin embargo, uno de esos 4 platillos tiene un sabor desagradable. Mientras ellos prueban, otros dos integrantes deben intentar adivinar quién probó el platillo feo. Si le atinan, están a salvo, pero si no, deberán probar el platillo con sabor desagradable para al final decir "Mmm, ¡Qué rico!".

- Shots: Dos participantes compiten para poder responder bien a la pregunta del presentador. El que conteste mal, deberá de echarse un shot de algo asqueroso.

- Sigue la luz: Participan en parejas, espalda con espalda atados con una tela. Deberán de bailar al ritmo de la música y, cuando se detenga, deberán de buscar en donde el reflector coloque la luz.

- Sin Yolanda Maricarmen: El presentador dirá una adivinanza y los participantes deberán atravesar el área llena de cubitos de juguete en calcetines para apretar un botón y poder contestar la adivinanza. Solo se salvará si adivina y, si no, el equipo de pe, sa, di y lla les dará un pastelazo a los perdedores.

- Teléfono descompuesto: Los participantes forman una línea viendo hacia una sola dirección. Cada participante deberá de indicarle a su siguiente compañero el nombre de la película solo con mímica.
- El Sonidero: El presentador proporcionará un lugar ficticio del cual cada uno de los participantes dirá una frase que corresponda al mismo. Conforme va avanzando el juego, cada participante tendrá que decir todas las frases mencionadas previo a su turno y agregar una, siempre al ritmo de la música.
- Te la compro: Todos los participantes deberán proporcionar un número que determine la cantidad de elementos que conocen de una categoría específica que el presentador proporcionará. Si el siguiente participante dice “te la compro”, el último participante debe de mencionar todos los elementos que cree conocer para no ser descalificado.
- Al pie de la letra: Cada participante deberá crear una historia, usando palabras que comiencen con la letra que el presentador le indique.
- La Última y Nos Vamos: Los participantes deberán decir una palabra que comience con la última letra de la palabra que mencione el participante anterior, la cual deberá pertenecer al campo semántico proporcionado por el presentador.
- ¡El Tamborazo! Los participantes se acomodarán en línea para bailar al ritmo de la música, en cuanto el presentador grite "¡Tamborazo!" todos deberán de no moverse. El perdedor, deberá de entrar en un bote para después ser rodado mientras los demás participantes golpean el bote con un bastón pequeño de madera. En caso de nadie perder, el presentador será metido dentro del bote para después, ser rodado y golpeado.
- ¡Qué Tortillazo!
- ¡Qué Chanclazo!
- Rimame Esta
- Sóplame Esta
- Dame Más
- Fotomimica
- Corre que te alcanzo Les declamará un tramo de una canción el primero en cruzar saltando con costales y apretar el botón podrá adivinar, si es correcto se salvará, hasta quedar uno que será el perdedor y recibirá el castigo.
- ¡Pajaritos A Volar! Tres concursantes cuentan una historia integrando nombres de telenovelas, películas, canciones, refranes o de la categoría indicada. Al repetir o equivocarse el concursante perderá y será elevado por el foro.
- Gravedad Los participantes tendrán que hacer un "sketch" Dando un giro de 180° la cual deberán actuar con dificultad por el simple hecho de estar de cabeza.
- Vocalizando
- Ni Hablar La familia se forma en una fila de espaldas con audífonos con música y se irán pasando una frase leyendo los labios de sus compañeros.
- Cuentacuentos
- La Exposición
- Jalame Esta Tres participantes enfrente de una mesa con objetos jalará el mantel tratando de mantener el mayor número de objetos en la mesa. El concursante con mayor número de objetos es el ganador.
- ¡De Bote Pronto!
- La Venganza Es Dulce
- El Informecial
- Pasame El Pollo
- Si se parece
- ¡Qué Rolon!
- No Te Muevas
- Está En Chino
- No Discutamos
- Lucha Por Responder
- Llévame La Contraria
- De Reversa Se les dará una palabra al revés a los concursantes uno por uno quien no logre decirla irá perdiendo así hasta quedar uno, el ganador
- ¡A La Una, A Las Dos Y A Las Tres!
- Avientame Esta
- El Empujón
- ¡Échale Huevos!
- Música Acuática
- Ni se te ocurra
- Bolita por favor
- ¿Te la sabes?
- ¡Qué Manchado!
- Sin Globito No Hay Fiesta
- Métele Las Bolas
- No La Riegues
- Una Tras Otra
- Ahorcado De Hielo
- Estirame Esta
- Manos A La Obra
- Sumale Letras
- Muéstrame Tu Pizarrin
- La Serenata
- El Interrogatorio
- Échate Pa'Tras
- Sombras Nada Más Dos personas harán señales de películas con sombras y objetos detrás de la pantalla y la familia disfuncional adivinara las películas que pasan.
- Habla Bien
- Mira Quien Llama
- No Te Pases De La Raya
- ¿Quién Soy?
- Ojos Que No Ven
- Bailamela Suavecito
- Mímica De Altura
- Tapete Cuento
- Director de Orquesta
- Cuarto Oscuro
- Me Suena
- Es Lo Mismo
- En Tren ¡Todos!
- Gallinita Ciega
- Freeze
- Amasando Ando
- Papelito Habla
- De Rebote
- Copiografía
- Felices Como Lombrices
- Dos En Una Las personas se acomodan en parejas para adivinar la palabra con un conjunto de imágenes que dan a entender la palabra.
- Una Poetisa
- ¡Wow, Qué Ritmo! Dos personas tendrán que encontrar a la persona que está bailando el primer ritmo de cuatro mientras los demás bailan lo mismo con una canción diferente,Si lo adivinan los 4 tendrán que tomar un shot de chamoy,de lo contrario ellos se tomarán el shot.
- Pin Pon Papas
- Ínflame Esta
- El Rayuelazo Los participantes eligirán un objeto y tendrán que lanzarlo lo más lejos posible y el que lo lanzó muy cerca pierde,Pero si pasan de la línea que Sbet y Sgorat recorrerán cada partida pierden automáticamente y si dos lo lanzaron el que más lo lanzó pierde,En este juego también se hace de conocer el baile de yurem Rayuelazo que hace parodia al Gallinazo.
- Titereteando
- Me Salpicas
- Ponle Play
- Pasa La Dona
- Pasa La Sal
- A Brinquitos

## Versiones internacionales
| País                    | Nombre del programa                  | Presentador          | Canal                                 | Primera emisión         |
| ----------------------- | ------------------------------------ | -------------------- | ------------------------------------- | ----------------------- |
| Alemania                | Jetzt wird’s schräg                  | Jochen Schropp       | Shine Germany                         | 18 de julio de 2014     |
| Argentina               | Me Resbala                           | José María Listorti  | Telefe                                | TBA                     |
| Australia               | Slide Show                           | Grant Denyer         | Seven Network                         | 7 de agosto de 2013     |
| República Popular China | 我化到                               | TBA                  | Hunan Satellite TV 湖南萨特伦理特TV   | TBA                     |
| Colombia                | Me caigo de la risa                  | Jorge Enrique Abello | Canal RCN                             | 5 de marzo de 2016      |
| Dinamarca               | Rundt På Gulvet                      | Lars Hjortshøj       | TV 2 (Dinamarca)                      | 1 de septiembre de 2013 |
| España                  | Me resbala                           | Arturo Valls         | Antena 3                              | 15 de noviembre de 2013 |
| España                  | Me resbala                           | Lara Álvarez         | Telecinco                             | 2023                    |
| Estados Unidos          | Riot                                 | Rove McManus         | Fox Broadcasting Company              | 13 de mayo de 2014      |
| Francia                 | Vendredi tout est permis avec Arthur | Arthur               | TF1                                   | 16 de diciembre de 2011 |
| Italia                  | Stasera tutto è possibile            | Amadeus              | Rai 2                                 | 8 de septiembre de 2015 |
| México                  | Me caigo de risa                     | Faisy                | Televisa                              | 4 de marzo de 2014      |
| Portugal                | Vale Tudo                            | João Manzarra        | Sociedade Independente de Comunicação | 12 de enero de 2013     |
| Quebec                  | Ce soir tout est permis              | TBA                  | V                                     | Invierno de 2014        |
| Reino Unido             | Slide Show                           | TBA                  | TBA                                   | TBA                     |
| Suecia                  | TBA                                  | TBA                  | TBA                                   | TBA                     |
| Uruguay                 | Me resbala                           | Rafael Villanueva    | Teledoce                              | 4 de febrero de 2015    |

     Versión original